# Pistola Obregón

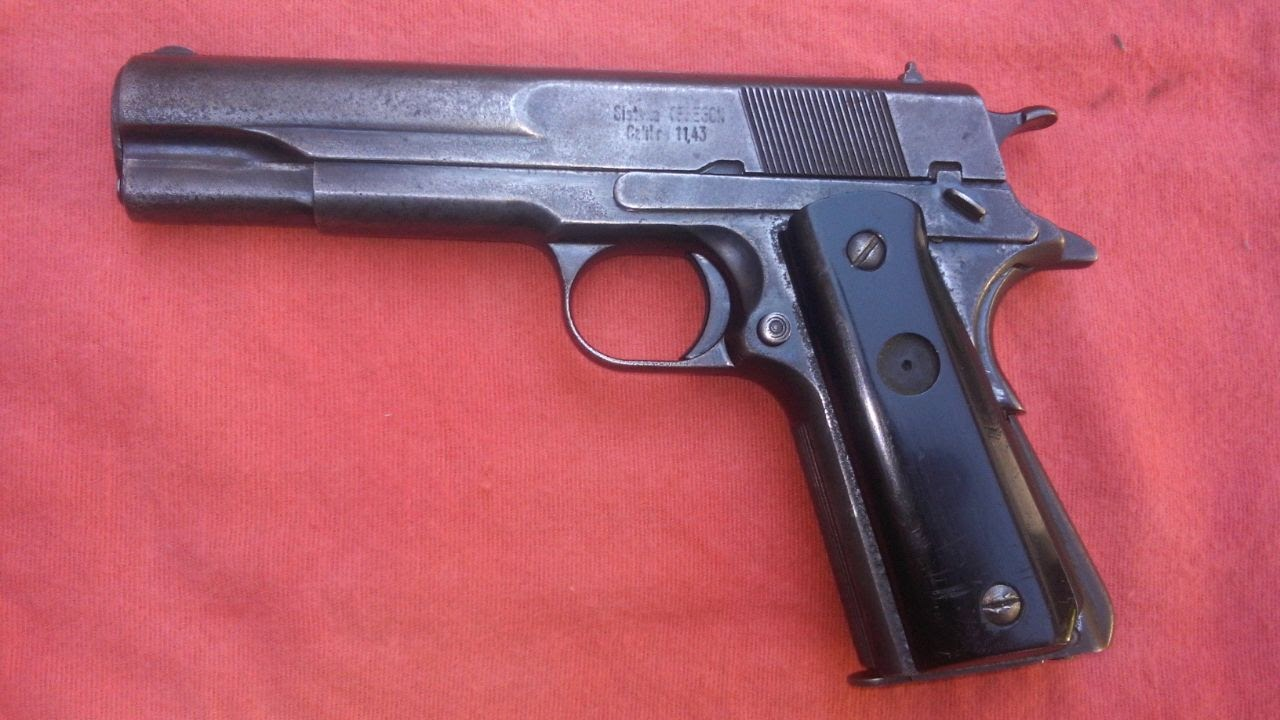
Pistola Obregón

La Obregón es una pistola semiautomática mexicana diseñada en 1934 por el ingeniero mecánico Alejandro Obregón. Tiene el mismo calibre y emplea la misma munición que la Colt M1911, teniendo una apariencia similar. Sin embargo, su mecanismo de retroceso corto y sistema de acerrojado del cañón emplea un resalte diagonal a unos 17 grados en la parte posterior del cañón que se desliza sobre un entalle diagonal del armazón para girar el cañón, muy parecido al de la pistola austrohúngara Steyr M1912, mas no el de "enlace basculante y pasador" de las Colt M1911.
Una de las curiosidades de la Obregón es que su seguro y la corredera son una sola unidad. Sólo se produjeron unos cientos de ejemplares en la Fábrica Nacional de Armas en la Ciudad de México entre 1930 y 1938 se produjeron entre 800 y 1000 piezas, pero no logró ser la pistola oficial del ejército ni de la policía, por lo que tuvieron que ser vendidas comercialmente al mercado civil.
Recibió fuertes críticas por su parecido a la Colt M1911, pero era más fiable de controlar y más estética, por lo que es muy apreciada entre los coleccionistas de armas.